# Crvenolica kokošina
Crvenolica kokošina (lat. Megapodius freycinet) je vrsta ptice iz roda Megapodius, porodice kokošina. Srednje je veličine, prosječno je duga oko 41 centimetar. Crnkaste je boje, te ima kratku istaknutu ćubu na glavi. Gola koža na licu joj je crvene boje, a noge su tamne. Šarenica je smeđa, dok je kljun tamno-smeđe i žute boje. Mužjak i ženka su poprilično slični. Ova kopnena vrsta ptice živi u šumama i močvarama, uključujući šume mangrova na Molučkim otocima i otočju Raja Ampat u Indoneziji. Kao i druge kokošine, polaže jaja u nasip izgrađen od tla pomješanog s lišćem, pijeskom, šljunkom i štapićima.
Latinski naziv je dobila u sjećanje na francuskog istraživača koji se zvao Louis Claude Desaulses de Freycinet.

## Vanjske poveznice
- BirdLife  Arhivirana inačica izvorne stranice od 5. siječnja 2009. (Wayback Machine)
- IUCN Crveni popis ugroženih vrsta

|  | Zajednički poslužitelj ima još gradiva o temi Megapodius freycinet |
|  | Wikivrste imaju podatke o taksonu Megapodius freycinet             |